# Amica Wronki (Fußballverein)
Amica Wronki ist ein polnischer Fußballverein. 

## Vereinsgeschichte
Der Verein entstand 1992 aus der Fusion der beiden Vereine Błękitni Wronki und LZS Czarni Wromet Wróblewo. Der gleichnamige Hauptsponsor Amica Wronki ist ein Hausgerätehersteller und gab die finanziellen Voraussetzungen, dass der Verein innerhalb von nur vier Jahren von der 4. polnischen Liga in die 1. polnische Liga aufsteigen konnte. 1996 beendete der Verein seine erste Saison in der Ekstraklasa mit dem fünften Tabellenplatz. Von 1998 bis 2000 gewann Amica Wronki dreimal hintereinander den polnischen Pokal. 
Auf europäischer Ebene spielte Amica Wronki bereits im Europapokal der Pokalsieger und im UEFA-Pokal. Bekannteste Gegner aus europäischen Wettbewerben, die in das kleine Stadion in der Nähe von Poznań kamen, waren: Hertha BSC, Atlético Madrid und Servette Genf. 
Die 1. Ligamannschaft fusionierte 2006 mit KS Lech Poznań, der sich später in KKS Lech Poznań umbenannte. Viele Spieler verblieben aber bei dem Verein und übernahmen zur Saison 2006/07 den Platz der 2. Mannschaft in der 3. Liga. Nach dieser Saison wurde der Spielbetrieb jedoch komplett eingestellt und der Verein konzentriert sich nur noch auf die Nachwuchsarbeit im Jugendbereich.

## Erfolge
- Polnischer Pokalsieger: 1998, 1999, 2000
- Polnischer Superpokalsieger: 1998, 1999

## Europapokalbilanz
| Saison    | Wettbewerb                  | Runde                  | Gegner                  | Gesamt          | Hin     | Rück          |
| --------- | --------------------------- | ---------------------- | ----------------------- | --------------- | ------- | ------------- |
| 1998/99   | Europapokal der Pokalsieger | Qualifikation          | Hibernians Paola        | 5:0             | 4:0 (H) | 1:0 (A)       |
| 1998/99   | Europapokal der Pokalsieger | 1. Runde               | SC Heerenveen           | 1:4             | 1:3 (A) | 0:1 (H)       |
| 1999/2000 | UEFA-Pokal                  | 1. Runde               | Brøndby IF              | 5:4             | 2:0 (H) | 3:4 (A)       |
| 1999/2000 | UEFA-Pokal                  | 2. Runde               | Atlético Madrid         | 1:5             | 0:1 (A) | 1:4 (H)       |
| 2000/01   | UEFA-Pokal                  | Qualifikation          | FC Vaduz                | 6:3             | 3:0 (H) | 3:3 (A)       |
| 2000/01   | UEFA-Pokal                  | 1. Runde               | Alanija Wladikawkas     | 5:0             | 3:0 (A) | 2:0 (H)       |
| 2000/01   | UEFA-Pokal                  | 2. Runde               | Hertha BSC              | 2:4             | 1:3 (A) | 1:1 (H)       |
| 2002/03   | UEFA-Pokal                  | Qualifikation          | Total Network Solutions | 12:20           | 5:0 (H) | 7:2 (A)       |
| 2002/03   | UEFA-Pokal                  | 1. Runde               | Servette Genf           | (a)4:4(a)       | 3:2 (A) | 1:2 (H)       |
| 2002/03   | UEFA-Pokal                  | 2. Runde               | FC Málaga               | 2:4             | 1:2 (A) | 1:2 (H)       |
| 2004/05   | UEFA-Pokal                  | 2. Qualifikationsrunde | Honvéd Budapest         | 1:1 (5:4 i. E.) | 1:0 (H) | 0:1 n. V. (A) |
| 2004/05   | UEFA-Pokal                  | 1. Runde               | FK Ventspils            | 2:1             | 1:1 (A) | 1:0 (H)       |
| 2004/05   | UEFA-Pokal                  | Gruppenphase           | Glasgow Rangers         | 0:5             | 0:5 (H) |               |
| 2004/05   | UEFA-Pokal                  | Gruppenphase           | Grazer AK               | 1:3             | 1:3 (A) |               |
| 2004/05   | UEFA-Pokal                  | Gruppenphase           | AZ Alkmaar              | 1:3             | 1:3 (H) |               |
| 2004/05   | UEFA-Pokal                  | Gruppenphase           | AJ Auxerre              | 1:5             | 1:5 (A) |               |

Gesamtbilanz: 28 Spiele, 11 Siege, 3 Unentschieden, 14 Niederlagen, 49:48 Tore (Tordifferenz +1)